# Rattus pelurus
Rattus pelurus är en däggdjursart som beskrevs av Henri Jacob Victor Sody 1941. Rattus pelurus ingår i släktet råttor och familjen råttdjur. Inga underarter finns listade i Catalogue of Life. Populationen infogades tidvis som synonym i Rattus xanthurus eller som underart i Rattus bontanus.

## Utseende
Arten är en stor råtta med en kroppslängd (huvud och bål) av 236 till 267 mm och en svanslängd av 245 till 297 mm. Viktuppgifter saknas, bakfötterna är cirka 15 mm långa och öronens längd är 24 till 26 mm. Typisk är borstig päls med taggar som kan böjas och med en gråbrun ovansida. Gränsen till den gråa undersidan är otydlig. Svansen är nära bålen svart och 3/5 delar vid spetsen är vit. Rattus pelurus har bruna öron och honans spenar är ordnade i par. Det finns 4 spenar på bröstet och 4 vid ljumsken. Kraniet är i jämförelse till kroppen kortare än hos Rattus koopmani. Den senare lever på samma ö men är närmare släkt med svartråttan än med denna art.

## Utbredning och ekologi
Denna råtta lever endemisk på en mindre ö (Peleng) öster om Sulawesi. Arten har inte observerats sedan 1938. Troligen lever den i skogar. Det antas att djuret klättrar i träd.

## Hot
Hur skogsröjningar påverkar beståndet är inte känd. Det saknas informationer angående djurets levnadssätt och behov. IUCN kategoriserar arten globalt som otillräckligt studerad.